# Almavision
Almavision é uma rede de televisão Americana cristã de língua espanhola.

## História
Foi criada no dia 28 de dezembro de 2002 com o nome de VidaVision no canal 38 de Los Angeles. Em 2003 o canal foi renomeado para Almavision. Em maio do mesmo ano foram para o canal 25. Dias depois foram para o canal 45. Depois passaram a gerar programação nos canais 59 de Las Vegas e no canal 7 de San Antonio.